# HR 8799 c
HR 8799 c je exoplaneta v souhvězdí Pegase, která obíhá HR 8799, hvězdu typu lambda Boötis vzdálenou přibližně 129 světelných roků od Země. Její hmotnost činí 5 až 10 hmotností Jupiteru při poloměru o 20–30 % větším, než má tento plynný obr. Obíhá ve vzdálenosti 38 AU s neznámou výstředností a periodicitou 190 roků, jako v pořadí druhá objevená planeta systému HR 8799. Jejími objeviteli se 13. listopadu 2008  stali členové americko-kanadského týmu Christiana Maroise, kteří s ní odhalili další dvě planety tohoto systému z havajských observatoří Kecka a Gemini. K detekci byla využita technika přímého zobrazení.
V lednu 2010 se HR 8799 c stala třetí exoplanetou, u níž byla získána část spektra přímým pozorováním, čímž se potvrdila možnost výzkumu těchto těles přímou spektrografií. Navázala tak na obdobně vytvořená spektra exoplanet 2M1207b a 1RXS J1609b.
Blízká infračervená spektroskopie v pásmu 995 až 1 769 nanometrů provedená z Palomarské observatoře potvrdila přítomnost čpavku, možné stopy acetylenu a nenalezla žádný oxid uhličitý ani methan v pevné fázi.
Spektroskopie s vysokým rozlišením, za použití spektrografu OSIRIS na Keckově observatoři, ukázala v pásmu K řadu dobře rozlišených absorpčních čar molekul v planetární atmosféře. Ačkoli chyběl methan, atmosféra obsahovala vodu a oxid uhelnatý; poměr uhlíku a kyslíku HR 8799 c byl vyšší než u domovské hvězdy, což naznačilo zformování planety v procesu jádrové akrece z plyno-prachového mračna. V listopadu 2018 vědci potvrdili přítomnost atmosférické vody a absenci methanu, když použili spektroskopii s vysokým rozlišením a přístroj pro adaptivní optiku NIRSPAO na Keckově dalekohledu.

## Galerie

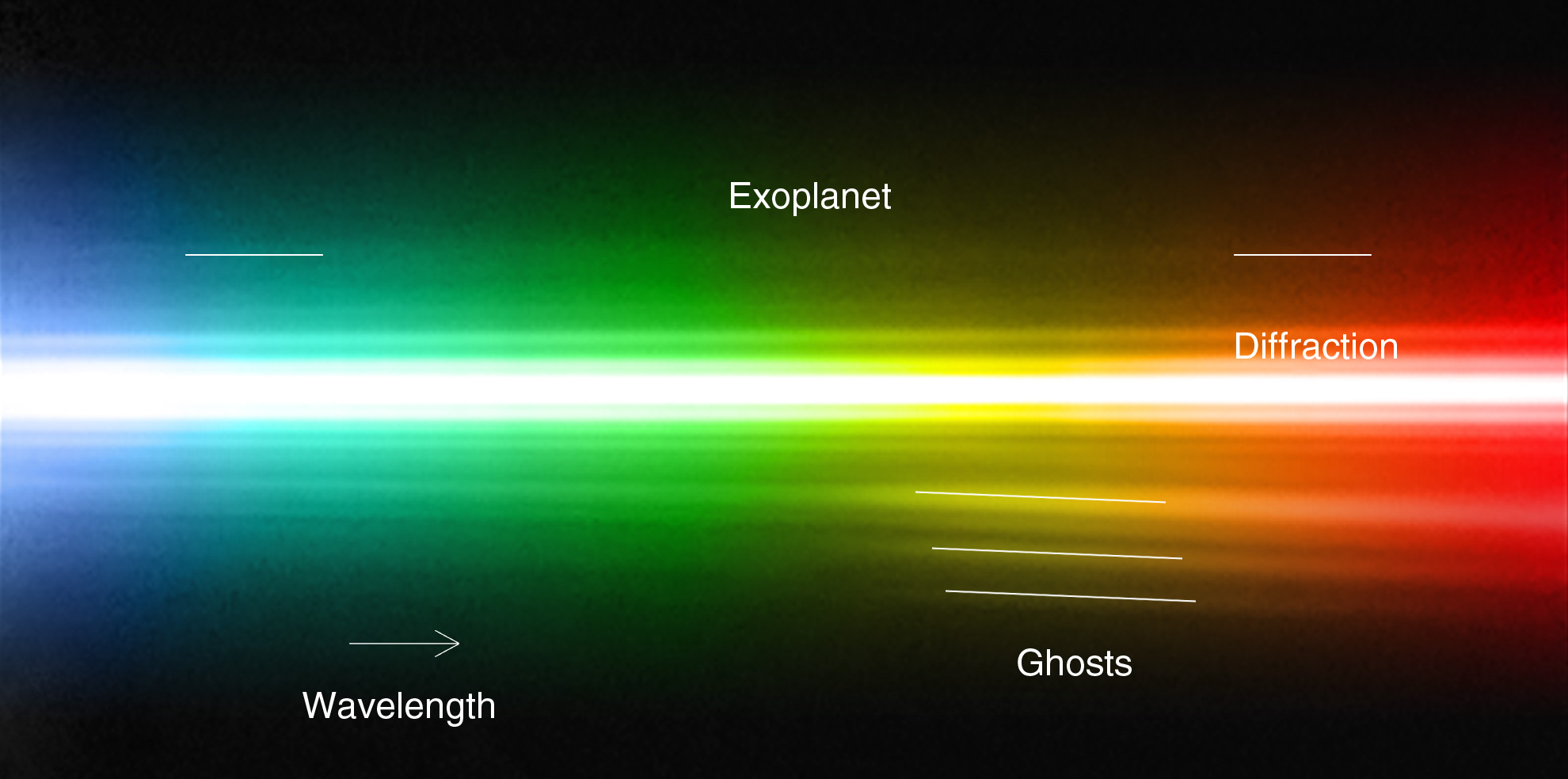
Spektrum planety HR 8799 c pořízené přístrojem pro adaptivní optiku NACO (NAOS–CONICA), připojeného k dalekohledu VLT na Evropské jižní observatoři